# کانگچنجونگا
کانگچنجونگا (به انگلیسی: Kangchenjunga) «پنج جواهر برفی» سومین قله بلند جهان در رشته کوه هیمالیا است و به همراه چهار قلهٔ دیگر مجاور خود، شامل ۵ قله می‌باشد که همگی آنها بالای ۸۴۵۰ متر هستند. این کوه کاملاً از شرق تا غرب و از شمال تا جنوب با رشته کوه‌های عظیم احاطه شده‌است. رشته کوه‌های کانگچنجونگا دارای شکلی مانند یک حرف X خیلی بزرگ هستند. ارتفاع این قله به ۸۵۸۶ متر می‌رسد. این کوه شرقی‌ترین ۸۰۰۰ متری جهان به‌شمار می‌رود.

از سال ۱۸۳۸ تا ۱۸۴۹ باورها بر این بود که کانگچنجونگا رفیعترین کوه جهان است، اما مساحی‌های اورست بر این فرضیه خط بطلان کشید. توده کانگچنجونگا بسیار پر عظمت می‌باشد و از چندین قله یخی بر روی خط الراس آن شکل گرفته. در واقع این توده از دو رشته غربی- شزقی و شمالی- جنوبی شکل گرفته و همانند یک X عظیم می‌باشد که توسط قلل ۶۰۰۰ و۷۰۰۰ متری احاطه شده. همانند سینولچو ۶۸۸۸ متر siniolchu در بخش شرقی سیکیم، که یکی از زیباترین قلل دنیا می‌باشد، قله با شکوه ژانو (شیر خفته) ۷۷۱۰ متر Jannu در بخش غربی با جبهه شمالی با شکوهش، قلل قابل مشاهده از دارجلینگ در بخش جنوبی کوه: کابروی شمالی ۷۳۳۸ متر KabruNorth، کابروی جنوبی ۷۳۱۶ متر Kabru South و قله راتانگ ۶۶۷۸ متر Rathong، قلل بخش شمالی همانند تواینز Twins (دوقلو) و تنت پیک Tent Peak (قله چادر) و در نهایت در مرز تبت گردنه جونسونگ ۶۱۲۰ متر Jongsong La.
منطقه کانگچنجونگا به دلیل دوردست بودن چندان مورد توجه گردشگران قرار ندارد، از اینرو توانسته زیبائیهای خود را حفظ نماید. از جلوه‌های منطقه کانگچنجونگا می‌توان به یخچال زموZemu و پارک ملی کانگچنجونگا به مساحت ۲۰۳۵ کیلومتر مربع اشاره کرد که در بخش نپال قرار دارند.

## صعودکنندگان
- عظیم قیچی ساز در سال ۱۳۹۰ این قله را فتح کرد. او نخستین ایرانی[۲]بود که به این افتخار دست یافت.
- رضا شهلایی کوهنورد ایرانی اردیبهشت ۱۳۹۲ در قالب تیمی بین‌المللی این قله را صعود کرد.
- علیرضا بهپور
- افسانه حسامی فرد در ساعت ۶:۵۵ دقیقه صبح شنبه ۳ خرداد ۱۴۰۴ موفق به صعود این قله شد.

## تقدس کوه
این کوه نزد مردم محلی بسیار مهم است. اولین سفر فقط به این دلیل مجاز بود که آنها به چوگیال، پادشاه ، قول دادند که روی قله واقعی نایستند زیرا اینجا مکان خداست. مردمان قبیله محلی، کوه را به عنوان یکی از خدایان خود می‌پرستند؛ بنابراین اولین کوهنوردان قول داده بودند که پای خود را روی قله نگذارند و قله را دست نخورده رها کنند. این سنت تا به امروز ادامه دارد.